# Haus Vierbirken
Das Haus Vierbirken in Bremen-Horn-Lehe, Ortsteil Horn, Marcusallee 16, stammt von 1913.
Das Gebäude steht seit 2021 unter Bremischem Denkmalschutz.

## Geschichte
Die zweigeschossige verklinkerte Villa mit steilen Walmdächern wurde 1912/13 nach Plänen von Rudolph Leymann (1874–1931) im Heimatstil für den Unternehmer und Kaufmann Freiherr Gustav von Boenigk, Teilhaber, späterer Inhaber, der Bremer Wand- und Fußbodenbekleidungsfirma Friedrich  Wachsmuth, gebaut. Die großbürgerliche repräsentative Villa stand am Beginn einer zunehmenden Bautätigkeit von weiteren Villen (u. a. 1911: Nr. 3, Villa Ohlrogge; 1914: Nr. 35; 1915: Nr. 9, Villa Schütte, Villa Koenenkamp, Nr. 24, Villa Schütte, Nr. 38; 1925: Nr. 11, Landhaus Krages) an der erst 1922 benannten Straße.
Das Landesamt für Denkmalpflege Bremen befand: „Das Haus vereint auf hohem gestalterischen Niveau, sich vom Historismus abkehrend, in sich Einflüsse prägender Architekturströmungen im gehobenen Wohnhausbau seiner Entstehungszeit: solche des Heimatstils, des englischen Landhauses und der ‘Um-1800’-Richtung. […] Vom englischen Landhaus beeinflusst sind die asymmetrisch-funktional bestimmte Organisation des Grundrisses und die asymmetrisch-malerische Komposition der Bestandteile des Baukörpers, […]“
Leymann war Mitarbeiter und Schwiegersohn vom Bauunternehmer Wilhelm Blanke (1859–1945). Er plante u. a. die Villa Schütte (Schwachhausen) (mit Rudolf Alexander Schröder) und den Umbau Haus Mindeströmmen.
Das Gebäude wird heute (2022) auch als virtuelle Geschäftsadresse genutzt.